# آرونتیر
آرونتیر (به فرانسوی: Arrentières) یک کمون در فرانسه است که در اوب واقع شده‌است. آرونتیر ۱۳٫۹۱ کیلومتر مربع مساحت دارد ۲۱۶ متر بالاتر از سطح دریا واقع شده‌است.